# Veronica Campbell-Brown
Veronica Campbell-Brown, född 15 maj 1982 i Trelawny på Jamaica, är en jamaicansk friidrottare som tävlar i kortdistanslöpning. 
Hon slog igenom vid OS 2000 i Sydney där hon var med i det jamaicanska laget som tog silver på 4 x 100 meter. Ett resultat som laget förbättrade vid OS 2004 i Aten, där man tog guld sedan storfavoriterna USA växlat bort sig i finalen. Vid samma mästerskap blev hon även guldmedaljör på 200 meter på tiden 22,05. Dessutom blev hon bronsmedaljör på 100 meter på tiden 10,97.
Hon deltog även vid VM i Helsingfors 2005 där hon slutade tvåa på 100 meter efter Lauryn Williams på tiden 10,95. Dessutom blev hon fyra på 200 meter, efter en katastrofal kurva som gjorde att hon kom ut på upploppet på fel bana. Campbell-Brown ingick även i stafettlaget på 4 x 100 meter som slutade på andra plats.
Under 2006 blev hon silvermedaljör på 200 meter vid Samväldesspelen i Melbourne. Året därpå blev hon världsmästarinna på 100 meter vid VM i Osaka på tiden 11,01. Dessutom blev hon silvermedaljör både i stafett och på 200 meter där hon fick se sig besegrad av Allyson Felix med drygt fem tiondelar. Vid Olympiska sommarspelen 2008 i Peking slog hon Felix i finalen på 200 meter och vann guld på det nya personliga rekordet 21,74, som gör henne till den åttonde snabbaste kvinnan på distansen genom alla tider.
Vid VM 2009 i Berlin stod kampen åter mellan henne och Felix på 200 meter. Denna gång var det Felix som vann sitt tredje raka guld och Campbell-Brown fick silvret. Hon deltog även på 100 meter och slutade där på fjärde plats.
År 2013 fick ett urinprov, som hon hade tagit, ett positivt resultat för substansen diuretikum och hon blev därför avstängd för doping av den jamaicanska friidrottsförbundet, men i februari 2014 blev hon frikänd av idrottens skiljedomstol (CAS) eftersom de ansåg att provet hade hanterats fel. Internationella friidrottsförbundet IAAF ville dock att hon skulle fällas.
Vid olympiska sommarspelen 2016 i Rio de Janeiro tog Campbell-Brown en silvermedalj i stafetten på 4 x 100 meter.

## Personliga rekord
- 100 meter - 10,76 från Ostrava, Tjeckien 2011
- 200 meter - 21,74 från OS i Peking 2008
- 400 meter - 52,25 satt i Florida 2011